# Azot ogólny
Azot ogólny – zawartość azotu w badanej próbce. Pojęcie to nie jest jednoznaczne:
- w starszym piśmiennictwie z dziedziny hydrochemii było synonimem tzw. azotu Kjeldahla, czyli ilości azotu w postaci dającej się oznaczyć przy użyciu metody Kjeldahla; jest to azot wchodzący w skład związków amonowych oraz azotowych związków organicznych, które łatwo przekształcić w związki amonowe; w tabelach obejmujących ten parametr, w razie braku jego bezpośredniego pomiaru, jest sumą azotu amonowego i azotu organicznego (zawartego w aminokwasach, moczniku, pirydynach, aminach i in.); ponieważ azot amonowy występujący w wodzie i glebie często ma pochodzenie organiczne, parametr ten może wskazywać źródło zanieczyszczeń[1];

- w dokumentach dotyczących ochrony środowiska oznacza sumę azotu Kjeldahla, azotanowego i azotynowego (zob. np. Rozporządzenie Ministra Środowiska z dnia 24 lipca 2006 lub Dyrektywa w sprawie oczyszczania ścieków komunalnych 91/271/EWG[2][3];

- w innych publikacjach termin ten definiuje się jako całkowitą ilość azotu w dowolnej postaci obecnego w badanym materiale[4].